# Kudo Koichi
Kudo Koichi (4 tháng 2 năm 1909 - 21 tháng 9 năm 1971) là một cựu cầu thủ và huấn luyện viên bóng đá người Nhật Bản. Kudo Koichi đã dẫn dắt Đội tuyển bóng đá quốc gia Nhật Bản từ 1942.